# Ban Lŭng
Ban Lŭng är en provinshuvudstad i Kambodja.   Den ligger i provinsen Ratanakiri, i den östra delen av landet, 300 km nordost om huvudstaden Phnom Penh. Ban Lŭng ligger 316 meter över havet och antalet invånare är 17 000.
Terrängen runt Ban Lŭng är lite kuperad. Runt Ban Lŭng är det ganska glesbefolkat, med 38 invånare per kvadratkilometer. Det finns inga andra samhällen i närheten. I omgivningarna runt Ban Lŭng växer huvudsakligen savannskog.. Tre kilometer väster om Banlung finns ett vattenfall, Katieng Waterfalls, där man kan bada och se provinsen Ratanakiris sista elefanter, vilka tillhör Airavata Elephant Foundation.

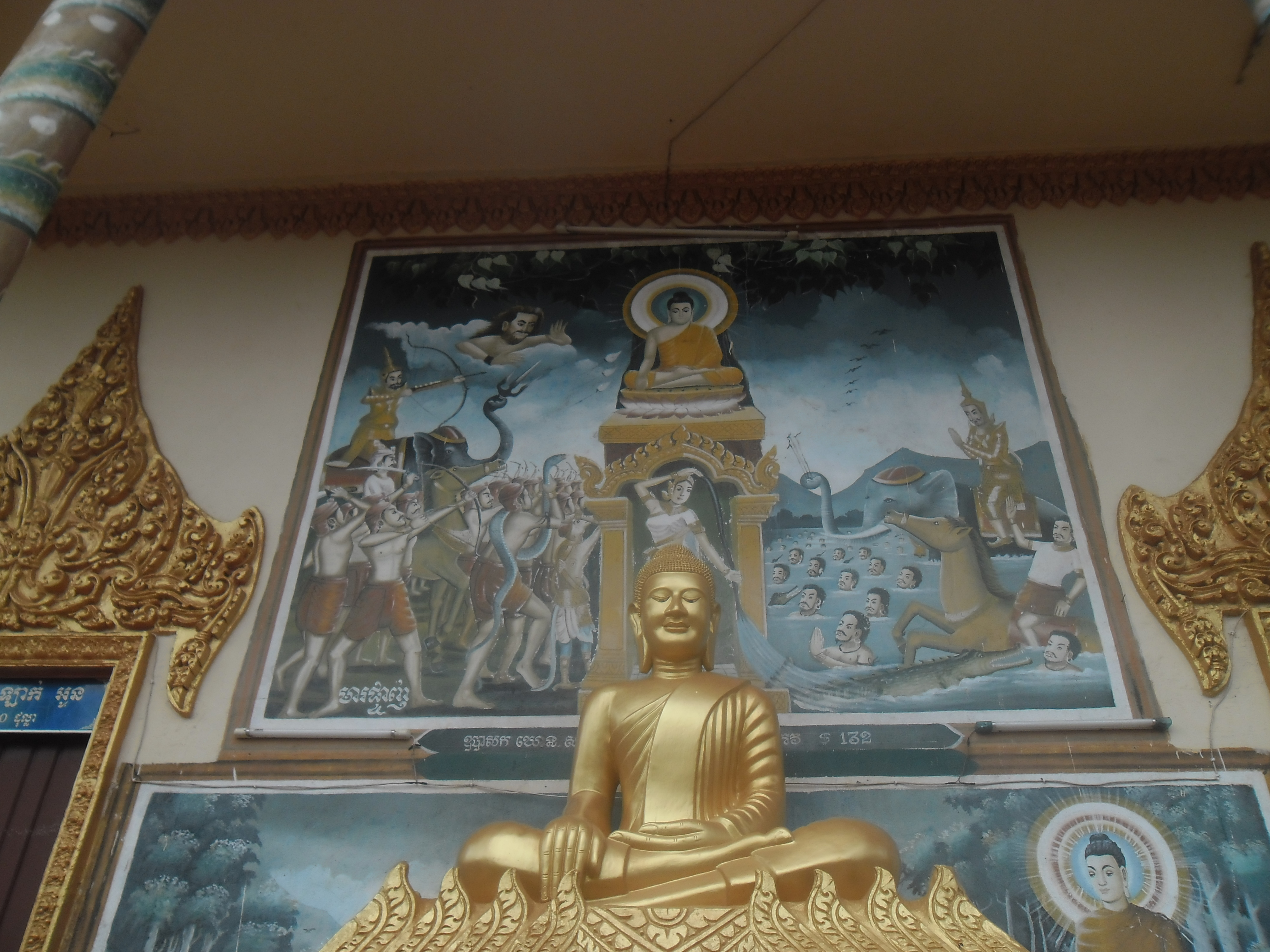
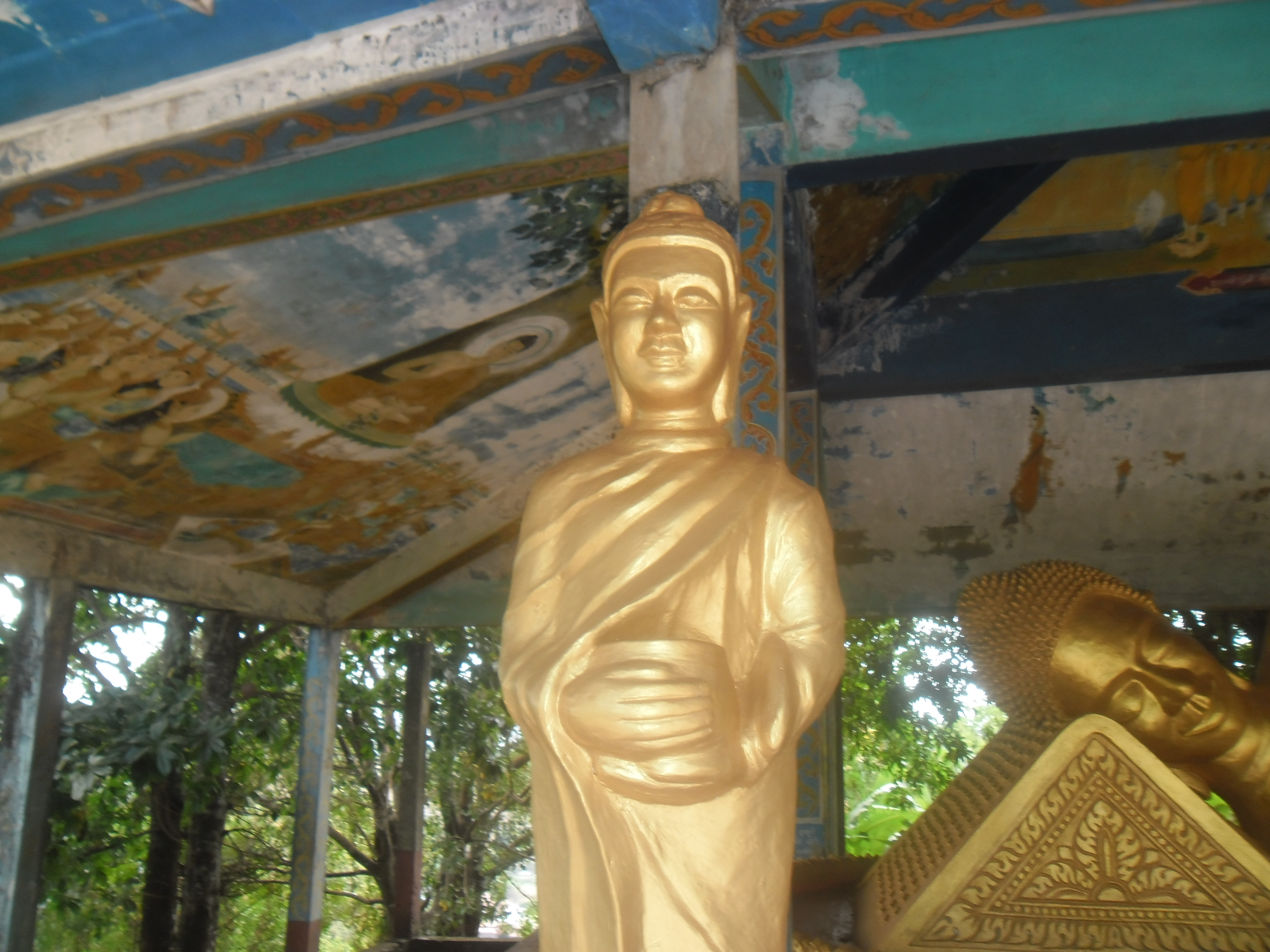
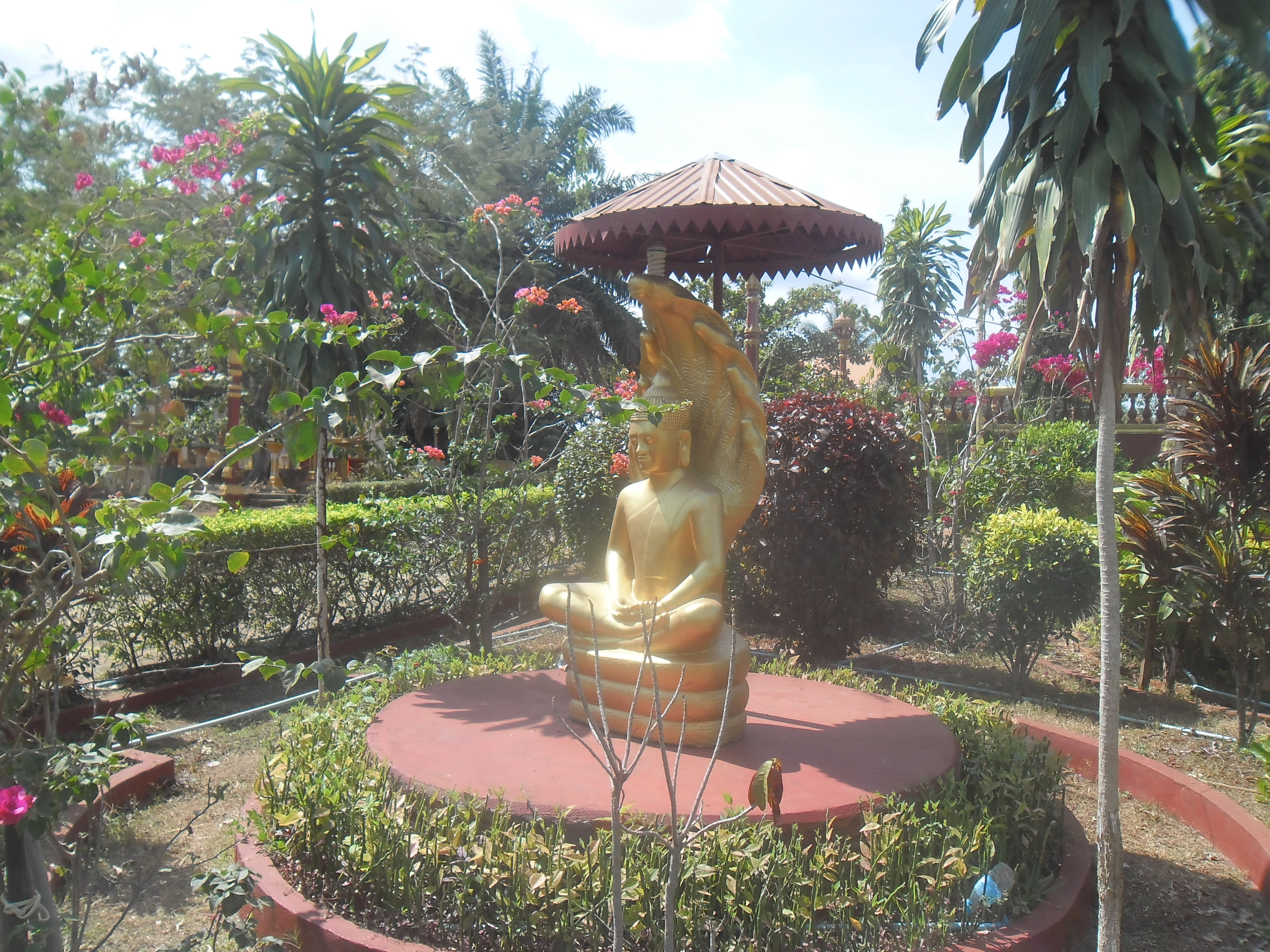
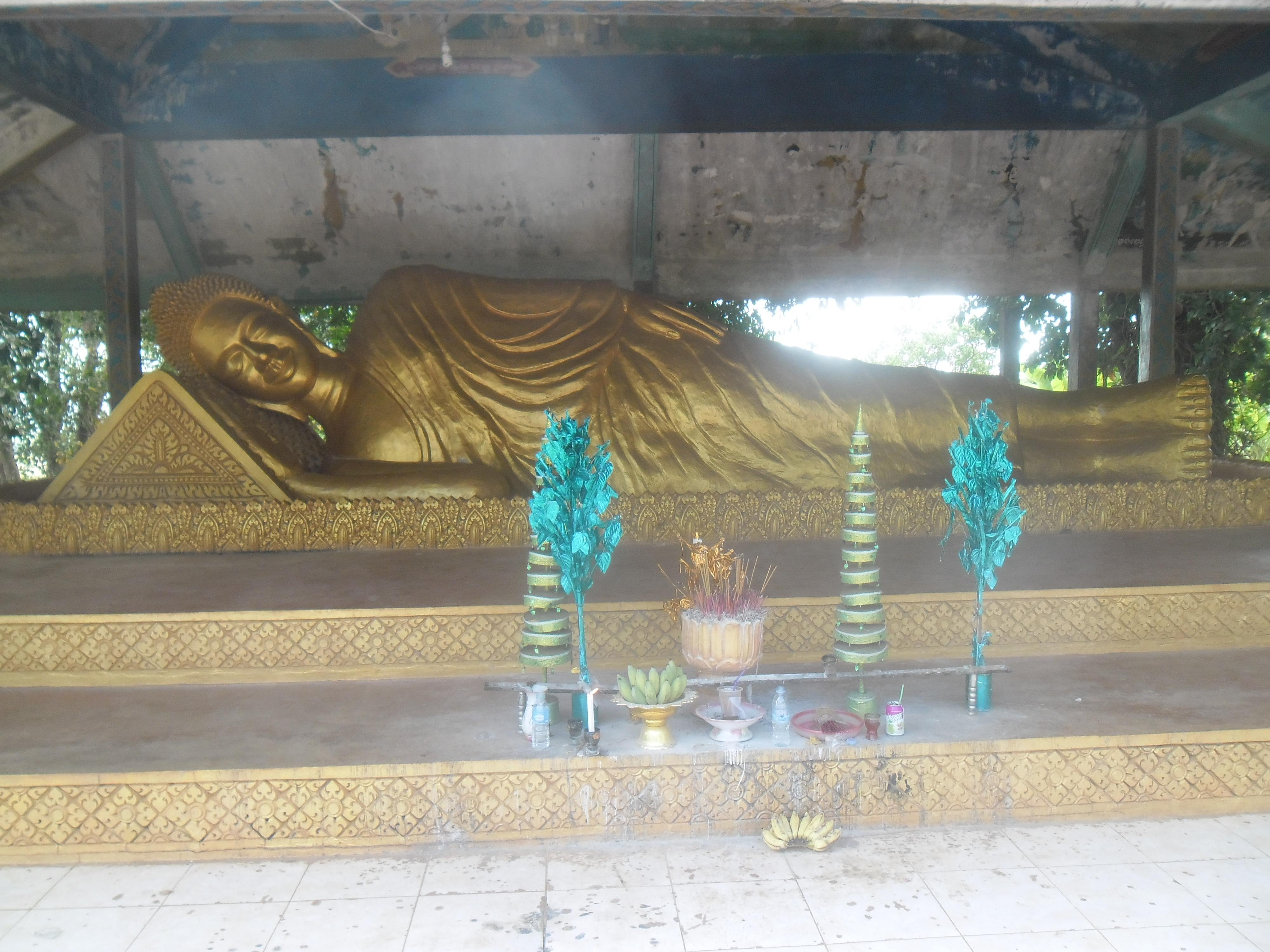
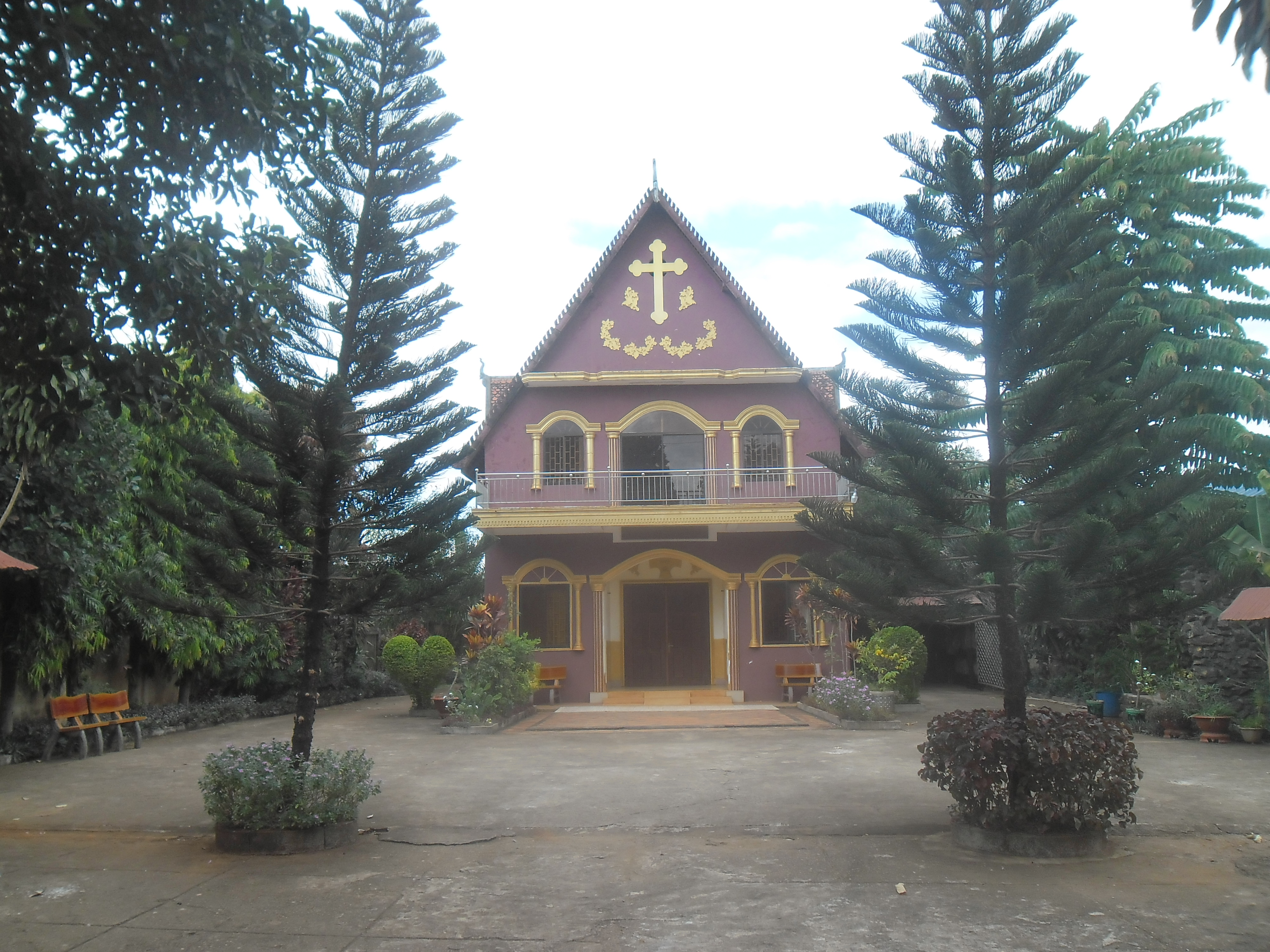
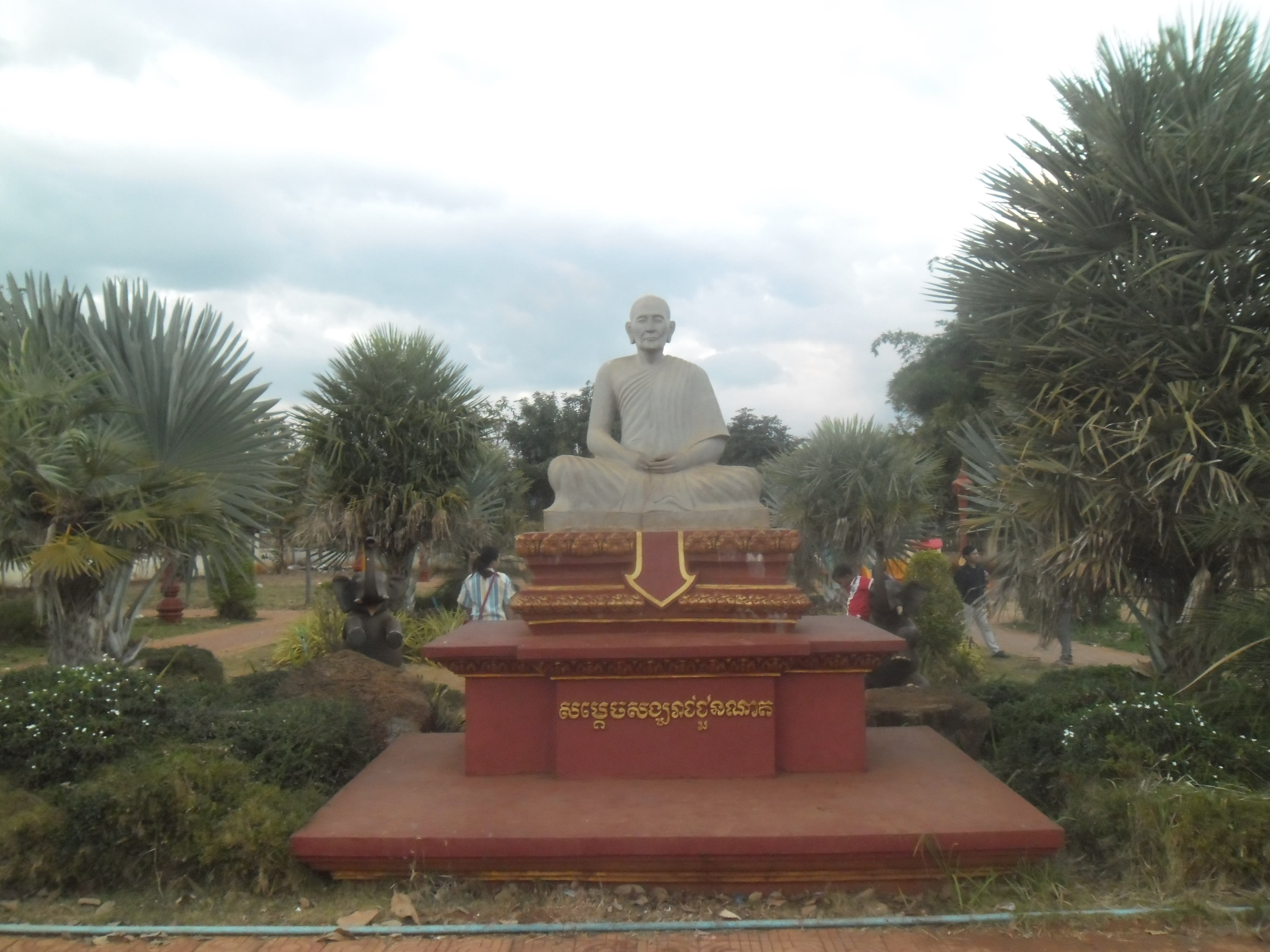
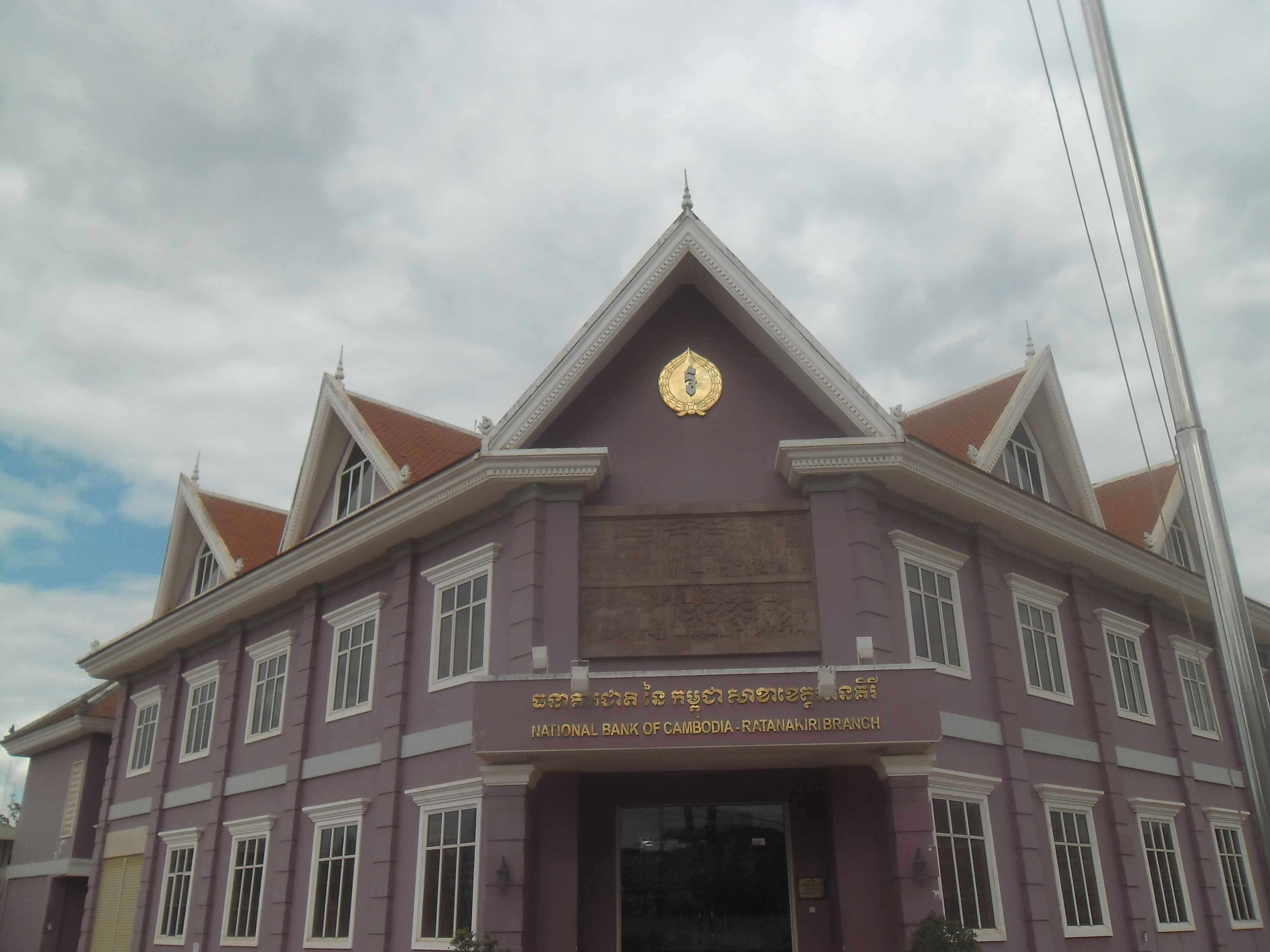
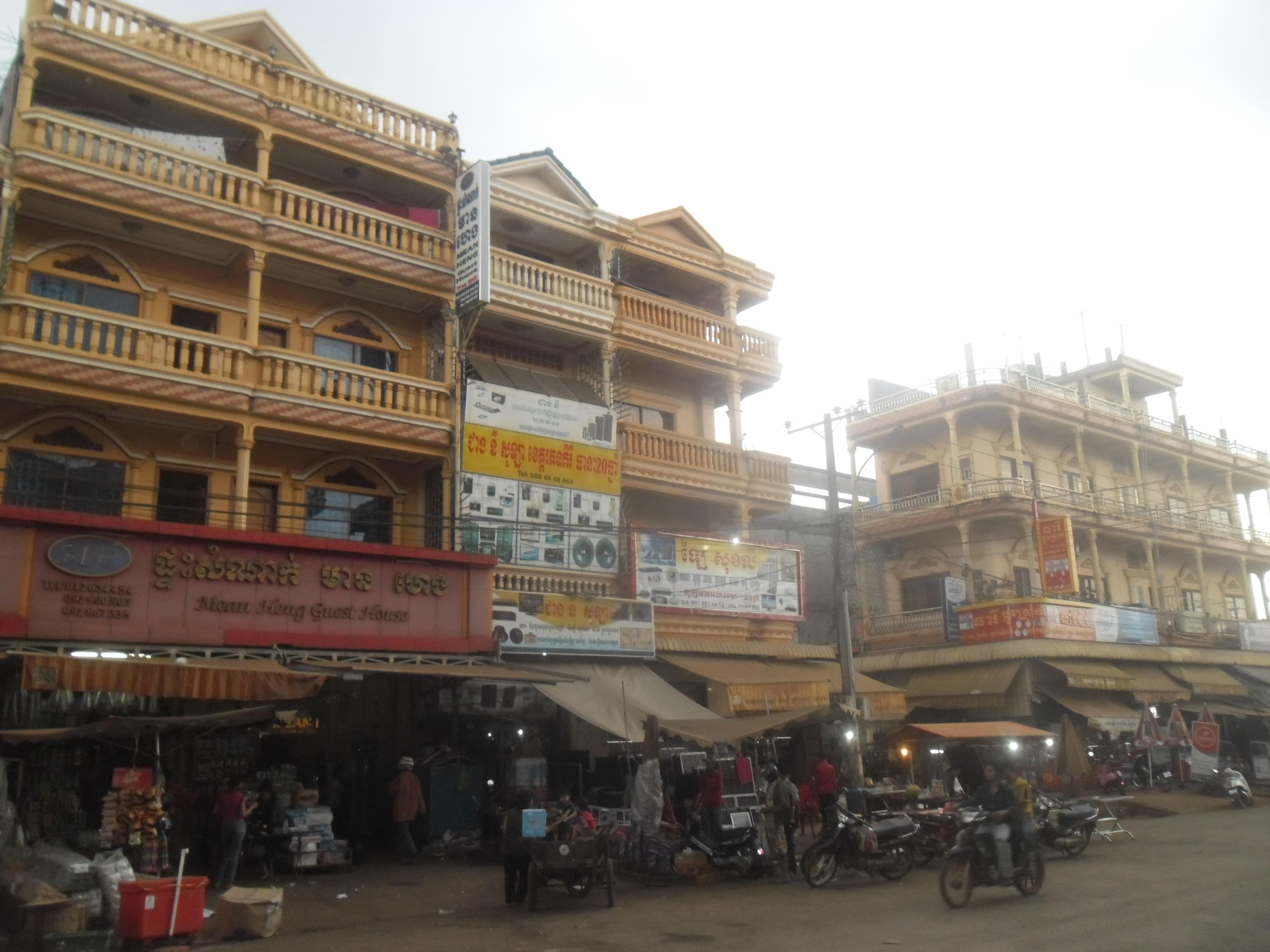
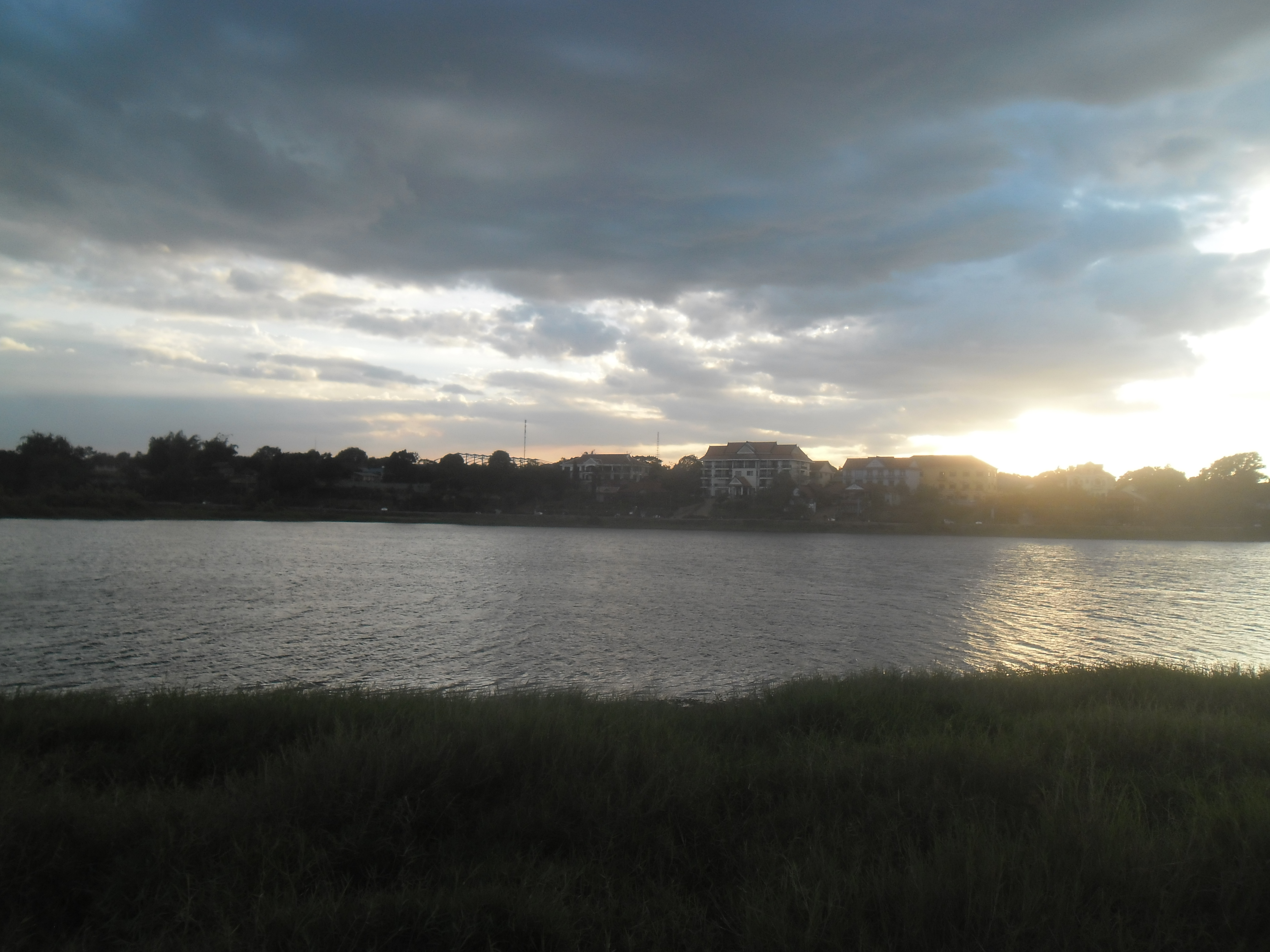
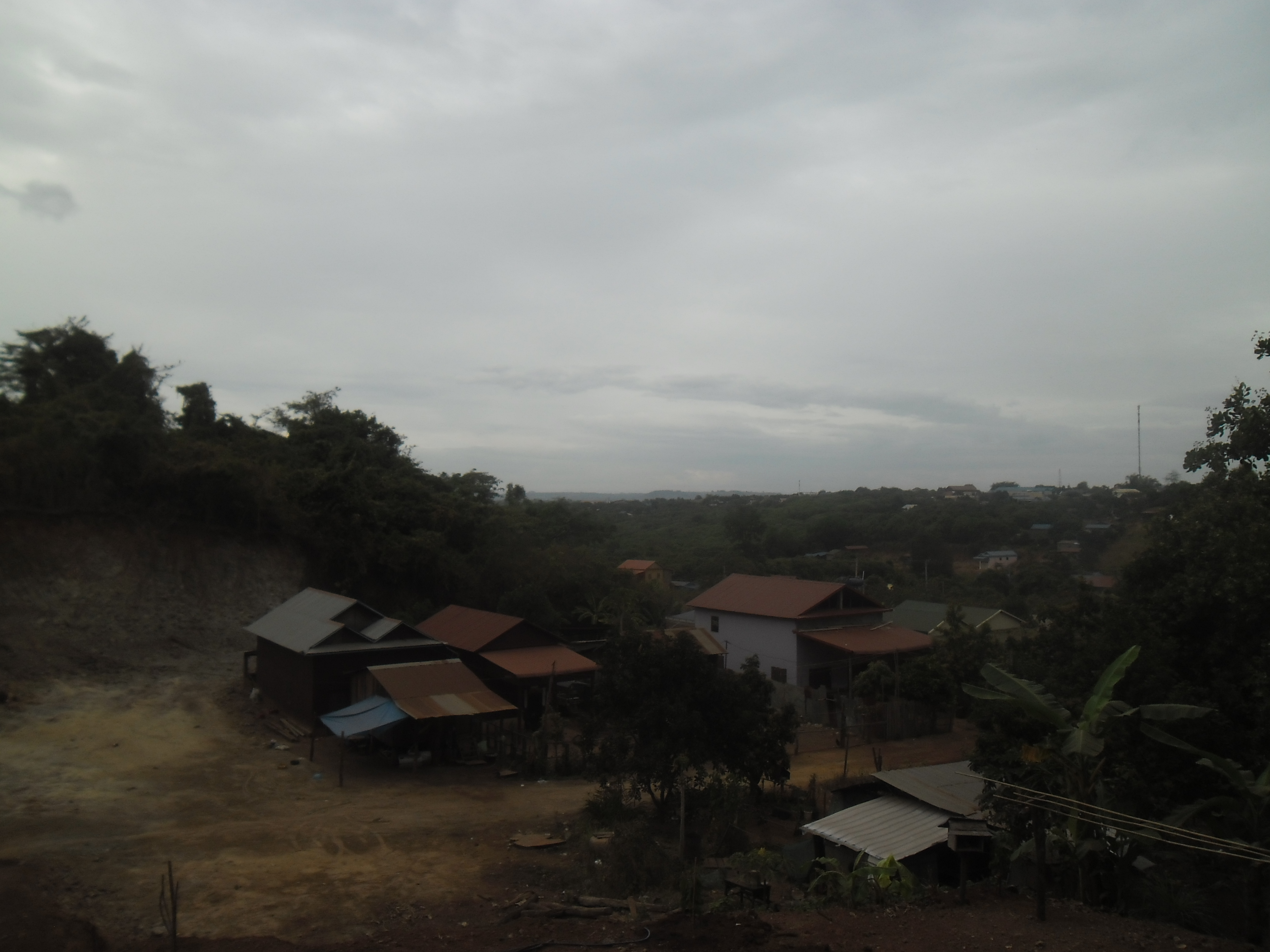